# Carlo Ferdinando di Borbone-Due Sicilie
Carlo Ferdinando di Borbone-Due Sicilie, principe di Capua (Palermo, 10 novembre 1811 – Torino, 22 aprile 1862), è stato un principe italiano, membro della Real Casa di Borbone-Due Sicilie. Fu viceammiraglio della Real Marina delle Due Sicilie.

## Famiglia
Era il secondo fra i figli maschi di re Francesco I delle Due Sicilie e della sua seconda moglie Maria Isabella di Borbone-Spagna. Carlo Ferdinando era fratellasto di Carolina, Duchessa di Berry e fratello di Luisa Carlotta, Duchessa di Cadice, Maria Cristina, Regina di Spagna, Ferdinando II delle Due Sicilie, Leopoldo, Conte di Siracusa, Antonio, Conte di Lecce, Infanta Maria Amalia di Spagna e Portogallo, Maria Carolina, Contessa di Montemolin, Teresa Cristina, Imperatrice del Brasile, Francesco, Conte di Trapani

## Matrimonio e figli

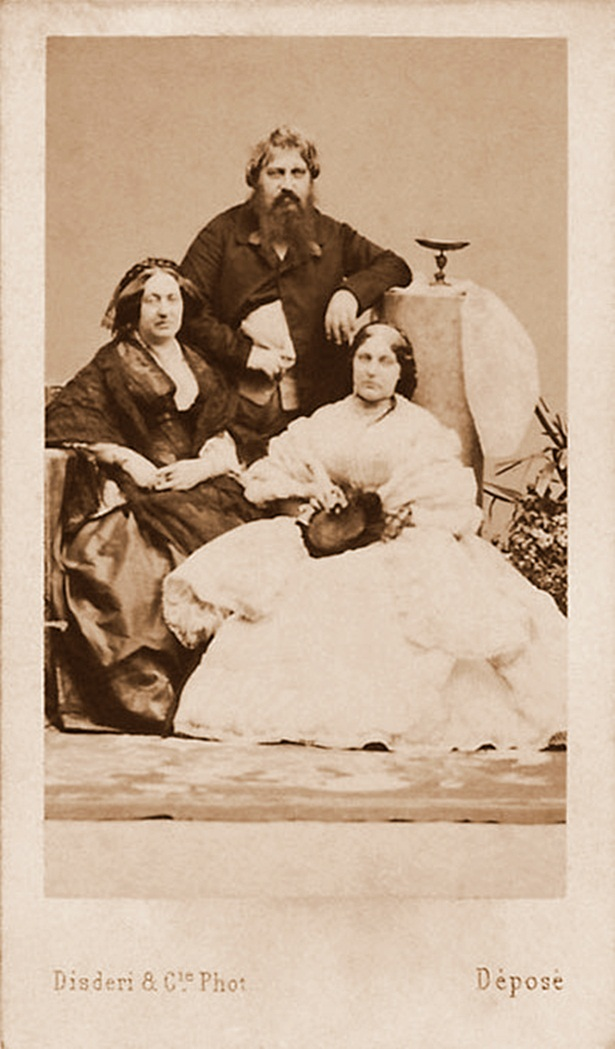
Il Principe di Capua con la moglie, la Contessa di Mascali, e la figlia, Vittoria.

Il 12 maggio 1836 il fratello di Carlo Ferdinando, re Ferdinando II emise un decreto che confermava la decisione del 1829 del loro defunto padre re Francesco I delle Due Sicilie che i membri del sangue reale del Regno, indipendentemente dalla loro età, erano
tenuti ad ottenere il consenso del sovrano per sposarsi e che i matrimoni fatti senza tale consenso dovevano essere considerati nulli.
Si dice che Carlo Ferdinando sposò morganaticamente Penelope Smyth, figlia di Grice Smyth (1762-1816) di Ballynatray, Waterford, Irlanda, il 5 aprile 1836 a Gretna Green, Scozia, Regno Unito.
Tuttavia, Carlo Ferdinando fece richiesta di una speciale licenza di matrimonio all'arcivescovo di Canterbury, al fine di sposarsi (o ri-sposarsi) con Miss Smyth alla Chiesa di St. George, in Hanover Square. Nell'ordinanza del tribunale furono descritti come uno scapolo e una zitella. Il Ministro plenipotenziario inviato del re, il conte de Ludolf, contestò la concessione della licenza e una udienza si svolse presso la Corte di Facoltà il 4 maggio 1836. Il Master della Facoltà, il dottor John Nicholl, rifiutò di concedere la licenza per il fatto che la successione al trono avrebbe potuto essere interessata dal mancato riconoscimento del matrimonio a Napoli. Le pubblicazioni di matrimonio vennero lette per l'ultima volta nella chiesa di St. George, in Hanover Square, l'8 maggio 1836.
Dopo essere stato cacciato dal regno borbonico si riparò a Malta.
Carlo Ferdinando e Penelope ebbero due figli:
- Francesco Ferdinando Carlo di Borbone, conte di Mascali (24 marzo 1837 – 2 giugno 1862);
- Vittoria Augusta Ludovica Isabella Amelia Filomena Elena Penelope di Borbone, contessa di Mascali (15 maggio 1838 – 9 agosto 1895).

## Ascendenza
|                                    |                     |                                     | Genitori                                      |  |  | Nonni |  |  | Bisnonni            |  |  | Trisnonni           |  |
|                                    |                     |                                     |                                               |  |  |       |  |  | Carlo III di Spagna |  |  | Filippo V di Spagna |  |
|                                    |                     |                                     |                                               |  |  |       |  |  | Carlo III di Spagna |  |  | Filippo V di Spagna |  |
|                                    |                     | Elisabetta Farnese                  |                                               |  |  |       |  |  | Carlo III di Spagna |  |  |                     |  |
| Ferdinando I delle Due Sicilie     |                     |                                     |                                               |  |  |       |  |  | Carlo III di Spagna |  |  |                     |  |
|                                    |                     | Maria Amalia di Sassonia            | Augusto III di Polonia                        |  |  |       |  |  |                     |  |  |                     |  |
|                                    |                     | Maria Amalia di Sassonia            | Augusto III di Polonia                        |  |  |       |  |  |                     |  |  |                     |  |
|                                    |                     | Maria Amalia di Sassonia            | Maria Giuseppa d'Austria                      |  |  |       |  |  |                     |  |  |                     |  |
| Francesco I delle Due Sicilie      |                     | Maria Amalia di Sassonia            |                                               |  |  |       |  |  |                     |  |  |                     |  |
|                                    |                     | Francesco Stefano di Lorena         | Leopoldo di Lorena                            |  |  |       |  |  |                     |  |  |                     |  |
|                                    |                     | Francesco Stefano di Lorena         | Leopoldo di Lorena                            |  |  |       |  |  |                     |  |  |                     |  |
|                                    |                     | Francesco Stefano di Lorena         | Elisabetta Carlotta di Borbone-Orléans        |  |  |       |  |  |                     |  |  |                     |  |
| Maria Carolina d'Asburgo-Lorena    |                     | Francesco Stefano di Lorena         |                                               |  |  |       |  |  |                     |  |  |                     |  |
|                                    |                     | Maria Teresa d'Austria              | Carlo VI d'Asburgo                            |  |  |       |  |  |                     |  |  |                     |  |
|                                    |                     | Maria Teresa d'Austria              | Carlo VI d'Asburgo                            |  |  |       |  |  |                     |  |  |                     |  |
|                                    |                     | Maria Teresa d'Austria              | Elisabetta Cristina di Brunswick-Wolfenbüttel |  |  |       |  |  |                     |  |  |                     |  |
| Carlo Ferdinando delle Due Sicilie |                     | Maria Teresa d'Austria              |                                               |  |  |       |  |  |                     |  |  |                     |  |
|                                    | Carlo III di Spagna | Filippo V di Spagna                 |                                               |  |  |       |  |  |                     |  |  |                     |  |
|                                    | Carlo III di Spagna | Filippo V di Spagna                 |                                               |  |  |       |  |  |                     |  |  |                     |  |
|                                    | Carlo III di Spagna | Elisabetta Farnese                  |                                               |  |  |       |  |  |                     |  |  |                     |  |
| Carlo IV di Spagna                 | Carlo III di Spagna |                                     |                                               |  |  |       |  |  |                     |  |  |                     |  |
|                                    |                     | Maria Amalia di Sassonia            | Augusto III di Polonia                        |  |  |       |  |  |                     |  |  |                     |  |
|                                    |                     | Maria Amalia di Sassonia            | Augusto III di Polonia                        |  |  |       |  |  |                     |  |  |                     |  |
|                                    |                     | Maria Amalia di Sassonia            | Maria Giuseppa d'Austria                      |  |  |       |  |  |                     |  |  |                     |  |
| Maria Isabella di Borbone-Spagna   |                     | Maria Amalia di Sassonia            |                                               |  |  |       |  |  |                     |  |  |                     |  |
|                                    |                     | Filippo I di Parma                  | Filippo V di Spagna                           |  |  |       |  |  |                     |  |  |                     |  |
|                                    |                     | Filippo I di Parma                  | Filippo V di Spagna                           |  |  |       |  |  |                     |  |  |                     |  |
|                                    |                     | Filippo I di Parma                  | Elisabetta Farnese                            |  |  |       |  |  |                     |  |  |                     |  |
| Maria Luisa di Borbone-Parma       |                     | Filippo I di Parma                  |                                               |  |  |       |  |  |                     |  |  |                     |  |
|                                    |                     | Luisa Elisabetta di Borbone-Francia | Luigi XV di Francia                           |  |  |       |  |  |                     |  |  |                     |  |
|                                    |                     | Luisa Elisabetta di Borbone-Francia | Luigi XV di Francia                           |  |  |       |  |  |                     |  |  |                     |  |
|                                    |                     | Luisa Elisabetta di Borbone-Francia | Maria Leszczyńska                             |  |  |       |  |  |                     |  |  |                     |  |
|                                    |                     | Luisa Elisabetta di Borbone-Francia |                                               |  |  |       |  |  |                     |  |  |                     |  |